# Congresso dell'Aia (1872)
Il Congresso dell'Aia dell'Associazione Internazionale dei Lavoratori (settembre 1872) segnò la fine di questa organizzazione come alleanza unitaria di tutte le fazioni socialiste (anarchici e marxisti). Furono espulsi dall'associazione gli anarchici Mikhail Bakunin e James Guillaume e la corrente marxista prese il controllo. Il Congresso decise inoltre di spostare la sede del Consiglio generale da Londra a New York. La corrente anarchica fondò una nuova internazionale nel successivo Congresso Internazionale di Saint-Imier, tenutosi pochi giorni dopo.